# اسپرک
اِسپَرَک، افسانی، ورث (نام علمی:  Reseda) گیاهی است با برگ‌هایی باریک و دراز و گل خوشه‌ای زرد، در گل و برگ آن ماده زرد رنگی وجود دارد که در رنگرزی به کار برند.
نام‌های دیگر قدیمی آن در فارسی سپرک، اسفرک، پشترک، پشترغ، پشتراغ، بشترغ، شبرق و اسپرک خشک است و در عربی زریر، ضریع، ورس، ورث، ندید، قُرّاص، حُص می‌باشد.
اسپرک زرد را افسانی می‌گویند.
‘’‘’‘Reseda’‘’‘’ ‎/rɪˈsiːdə/‎, که همچنین با نام ‘’‘مینیونت’‘’ ‎/ˌmɪnjəˈnɛt/‎ شناخته می‌شود، یک سرده از گیاهان علفی خوشبو است که بومی اروپا، جنوب غرب آسیا و شمال آفریقا، از جزایر قناری و ایبریا تا شمال غرب هند هستند. این سرده شامل گونه‌های علفی سالانه، دوسالانه و چندسالانه 40–130 cm بلند است. برگ‌ها در سطح زمین یک رزت پایه‌ای را تشکیل می‌دهند و سپس به صورت مارپیچ بر روی ساقه چیده می‌شوند؛ آن‌ها ممکن است کامل، دندانه‌دار یا پروانه‌ای باشند و در بازهٔ 1–15 cm طول دارند. گل‌ها در یک نوار باریک تولید می‌شوند، هر گل کوچک (4–6 mm قطر)، سفید، زرد، نارنجی یا سبز است و دارای چهار تا شش پتال است. میوه یک کپسول خشک کوچک است که حاوی چندین بذر است.

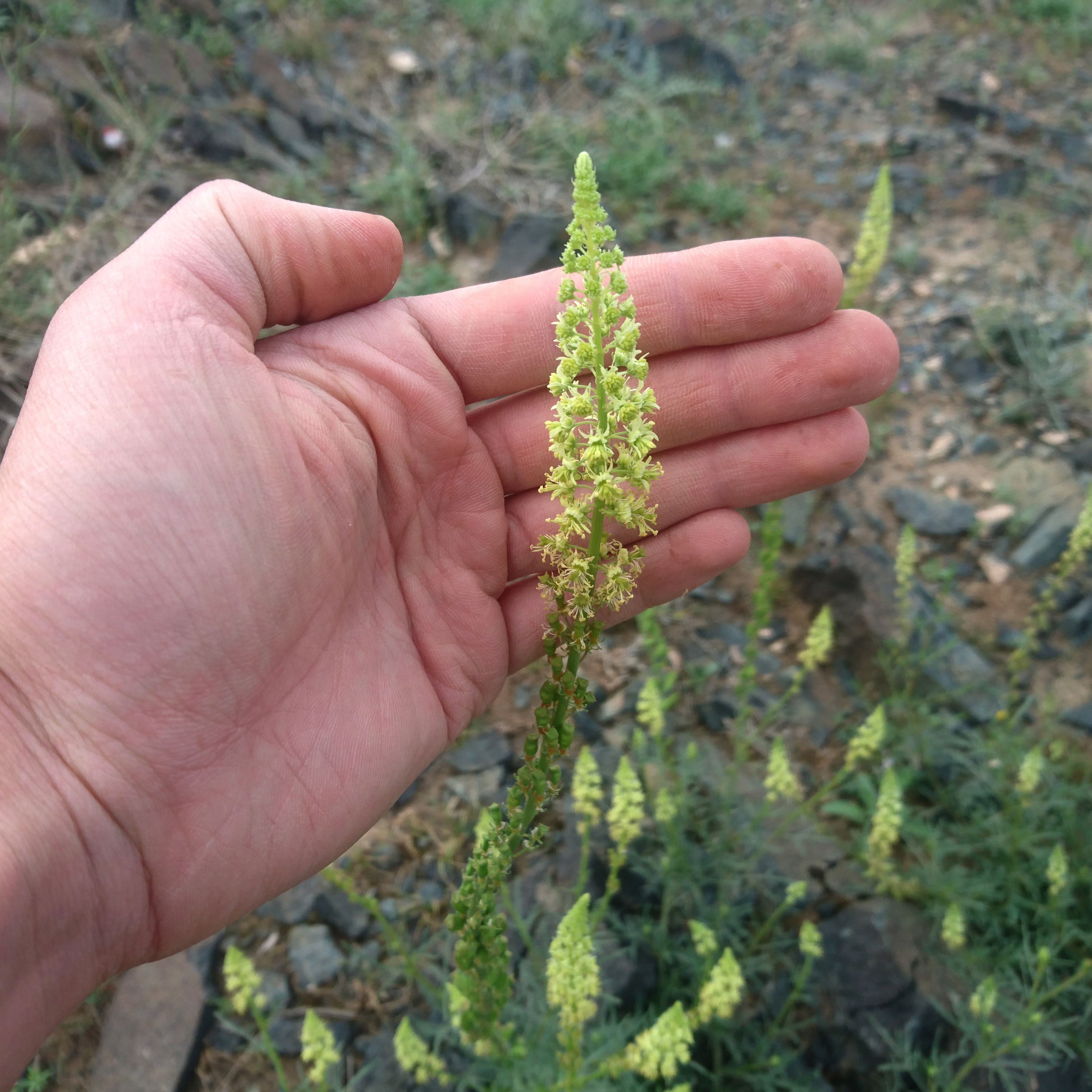
گل آذین گیاه اسپرک (reseda sp.) مشهد

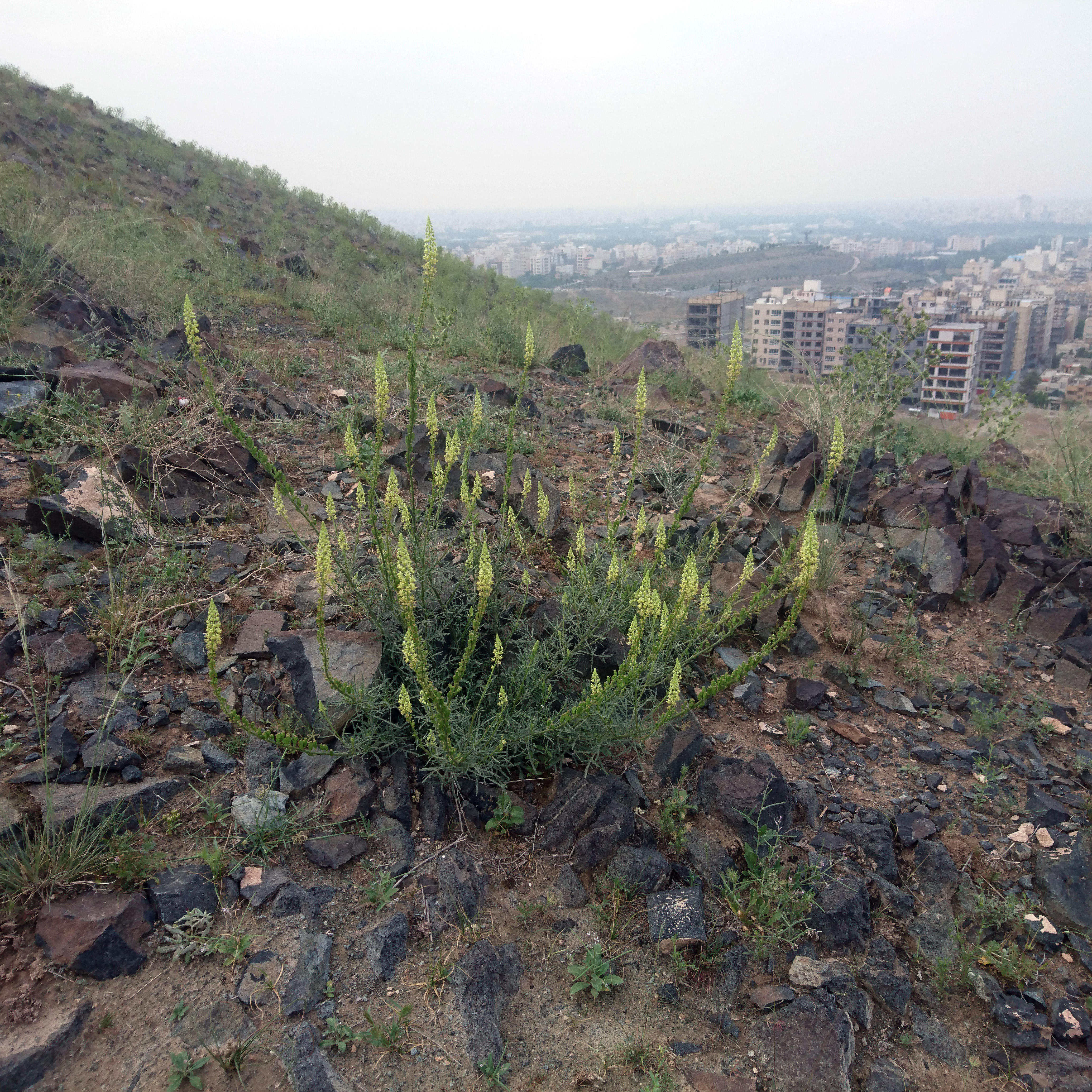
گیاه اسپرک (reseda sp.) مشهد